# Кальяо
Кальяо (ісп. Callao, а також ісп. El Callao, кеч. Kallaw) — місто в Перу, центр однойменного спеціального автономного регіону в Перу. У місті розташований найбільший порт Перу, а також головний аеропорт країни — імені Хорхе Чавеса.
За даними перепису 2007 року в регіоні проживає 876 877 чоловік. Площа — 146,98 км². З усіх боків оточений автономною провінцією Ліма регіону Ліма, крім Тихого океану. Переважна більшість цієї межі (крім крайнього півдня) — з міськими районами провінції, тобто, з містом Ліма.

## Географія
Лежить на узбережжі Тихого океану, за 14 км на захід від столиці Перу — міста Ліма, трохи південніше гирла річки Рімак.

### Клімат
Місто знаходиться у зоні, котра характеризується кліматом тропічних пустель. Найтепліший місяць — лютий із середньою температурою 22.8 °C (73 °F). Найхолодніший місяць — серпень, із середньою температурою 15.6 °С (60.1 °F).
| Клімат Кальяо           | Клімат Кальяо | Клімат Кальяо | Клімат Кальяо | Клімат Кальяо | Клімат Кальяо | Клімат Кальяо | Клімат Кальяо | Клімат Кальяо | Клімат Кальяо | Клімат Кальяо | Клімат Кальяо | Клімат Кальяо | Клімат Кальяо |
| Показник                | Січ.          | Лют.          | Бер.          | Квіт.         | Трав.         | Черв.         | Лип.          | Серп.         | Вер.          | Жовт.         | Лист.         | Груд.         | Рік           |
| Середня температура, °C | 22,1          | 22,8          | 22,4          | 20,7          | 18,5          | 16,7          | 15,9          | 15,6          | 15,8          | 16,7          | 18,2          | 20            | 18,8          |
| Норма опадів, мм        | 0.6           | 0.5           | 0.5           | 0.5           | 0.8           | 2.5           | 2.6           | 3.2           | 2.4           | 0.7           | 0.6           | 2.1           | 17            |
| Днів з опадами          | 1,3           | 1             | 0,7           | 0,7           | 1,2           | 1             | 1,1           | 1,9           | 1,3           | 0,8           | 0,7           | 0,7           | 12,4          |
| Вологість повітря, %    | 82.1          | 81.1          | 82.1          | 83            | 84.9          | 86.4          | 86.7          | 87.9          | 88.1          | 85.2          | 83.4          | 82.7          | 84.5          |
| ----------------------- | ------------- | ------------- | ------------- | ------------- | ------------- | ------------- | ------------- | ------------- | ------------- | ------------- | ------------- | ------------- | ------------- |
| Джерело: Weatherbase    |               |               |               |               |               |               |               |               |               |               |               |               |               |

## Історія
Заснований іспанськими колоністами в 1537 році (через два роки після Ліми), незабаром став основним портом іспанської торгівлі на Тихому океані.
Під час цунамі 1746 року порт був повністю зруйнований.

## Постаті
- співачка Іма Сумак

## Виноски
1. 1 2  https://www.minsa.gob.pe/reunis/data/poblacion_estimada.asp
2. ↑  http://mtafilter1.santafeciudad.gov.ar/ciudad/santa_mundo/historial_cooperacion_internacional.html
3. ↑  https://portales.sre.gob.mx/coordinacionpolitica/images/stories/documentos_gobiernos/rai/ver/ver8.pdf
4. ↑  https://www.eltiempo.com/archivo/documento/CMS-3712051
5. ↑  https://peru.mfa.gov.ua/ukrayina-peru/tes2/528-mizhregionalyne-spivrobitnictvo-mizh-ukrajinoju-ta-peru
6. ↑  https://www.euskalkultura.eus/espanol/noticias/ordizia-y-callao-se-hermanaron-durante-la-visita-del-alcalde-ordiziarra-a-peru
7. ↑  http://transparencia.rree.gob.pe/index.php/2-planeamiento-y-organizacion/22-planes-y-politicas/222-documentos-de-planificacion/plan-operativo-institucional-poi/poi-2009/35-consulados-poa-2009/file
8. ↑  https://web.archive.org/web/20140416180122/http://www.consuladoperu.com/userfiles/file/inf/571.pdf
9. ↑  Клімат Кальяо

| Перу | Це незавершена стаття з географії Перу. Ви можете допомогти проєкту, виправивши або дописавши її. |